# NGC 7332
NGC 7332 is een lensvormig sterrenstelsel in het sterrenbeeld Pegasus. Het hemelobject werd op 19 september 1784 ontdekt door de Duits-Britse astronoom William Herschel.

## Synoniemen
- UGC 12115
- MCG 4-53-8
- ZWG 474.12
- KCPG 570A
- PGC 69342